# Kymore
Kymore é uma cidade e uma nagar panchayat no distrito de Katni, no estado indiano de Madhya Pradesh.

## Demografia
Segundo o censo de 2001, Kymore tinha uma população de 20 140 habitantes. Os indivíduos do sexo masculino constituem 53% da população e os do sexo feminino 47%. Kymore tem uma taxa de literacia de 70%, superior à média nacional de 59,5%: a literacia no sexo masculino é de 78% e no sexo feminino é de 61%. Em Kymore, 13% da população está abaixo dos 6 anos de idade.